# Marcos Benavent
Marcos Benavent (Benigànim, 1970) és un polític i empresari valencià condemnat pels delictes de prevaricació, malversació, emblanquiment i falsedat en el marc de l'anomenat cas Imelsa.

## Biografia
Fill d'una família benestant, es trasllada a viure a Xàtiva (la Costera) de ben menut. Estudia dret a la Universitat de València on coneix a alguns futurs companys de partit polític on militarà (Partit Popular): David Serra i Gerardo Camps. Als anys 90 del segle XX comença a ser conegut en els ambients festius xativins i l'alcalde del PP Alfonso Rus l'incorpora al seu equip de govern com a regidor de joventut primer i després de fires i festes entre els anys 1995 i 2003.
Amb l'arribada d'Alfonso Rus a la presidència de la Diputació de València l'any 2007, Benavent és nomenat gerent de l'empresa pública Imelsa des d'on constitueix un entramat per al desviament de fons públiques a través d'empreses de les que cobrava comissions.

## Corrupció
El 2014 esclata el cas Imelsa amb la denúncia presentada per Esquerra Unida del País Valencià pel que Benavent deixa la gerència de l'empresa pública el gener de 2015. Un any més tard l'anomenada operació Taula es va saldar amb 24 detencions de càrrecs del Partit Popular de la Comunitat Valenciana per suposades pràctiques corruptes entre les quals es trobaven el mateix Benavent així com Alfonso Rus, Máximo Caturla i Juan José Medina (president i vicepresidents de la Diputació de València. També Maria José Alcón i Carmen García-Fuster regidora i assessora de l'equip de l'alcaldessa de València Rita Barberà, així com 12 empresaris implicats d'alguna manera o altra.
Als pocs mesos de l'inici de les investigacions es feren públiques unes gravacions en que s'escoltava a Benavent i Rus comptant bitllets del cobrament de comissions, extrem que aquest negava. En concret, se sentia com suposadament deia: «Un, dos, 2.000, 3.000... i 12.000 euros. Dos milions de peles».
El 2015, a l'eixida dels jutjat d'instrucció, va reconèixer davant dels mitjans de comunicació les pràctiques corruptes pel que se l'acusava, s'auto-definí com un «ionqui dels diners» pel que va començar a ser conegut amb aquest sobrenom i va anunciar que col·laboraria amb la justícia per treure a la llum totes les corrupteles. Les seves confessions i gravacions aportades a la Guàrdia Civil van servir, en part, perquè s'obrissin investigacions relatives a contractacions fraudulentes, comissions i a un presumpte delicte electoral i de blanqueig del PP.
El gener de 2023 va ser condemnat a set anys i deu mesos per les adjudicacions a Thematica, primera peça del cas Imelsa. En la mateixa peça va quedar absolt Juan José Medina, que llavors coordinava la campanya electoral del PP, i el mateix partit que estava acusat com a responsable civil subsidiari.